# Alambic

Reprezentarea schematică a unui alambic

Alambicul (în arabă الأنبيق, transliterat: Al-inbiq, în traducere „vas de distilare”) este o instalație utilizată pentru distilarea lichidelor.
Este alcătuit dintr-un cazan de distilare (blază), așezat pe un focar, dintr-o serpentină de răcire (refrigerent) și dintr-un recipient de colectare a distilatului.
Simbolul Unicode pentru alambic U+2697 ALEMBIC (⚗).

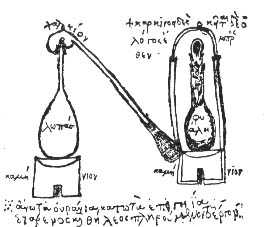
Ambix, cucurbit şi replica de Zosimos, la Marcelin Berthelot, Collection des anciens alchimistes grecs (3 vol., Paris, 1887-1888.).

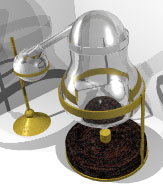
3D

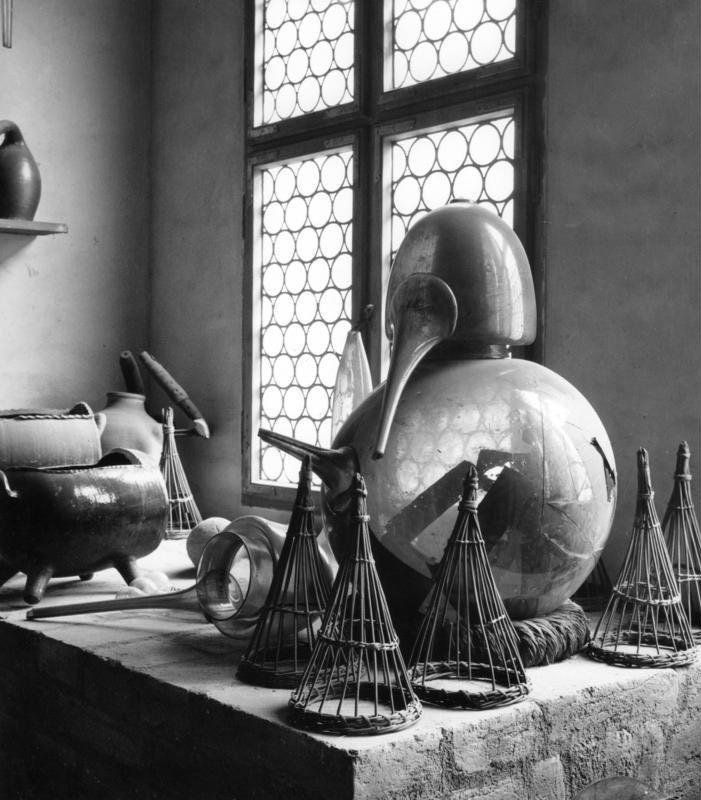
Un alambic în Muzeul Național German, în 1954